# Knochenbrecher
Knochenbrecher (plattdeutsch Knakenbreker [knɔːkn̩breːkɐ]) ist eine landschaftliche Bezeichnung für einen traditionellen alternativen Heilkundler bzw. Chiropraktiker. Unter anderem bieten Knochenbrecher das Einrenken von Gliedmaßen und das Einrücken von Wirbeln an. Gelegentlich wurde der Beruf des Knochenbrechers innerhalb der Familie weitergegeben.
Das Behandlungsspektrum erstreckt sich neben Menschen auch auf Tiere wie Hunde, Katzen und Pferde.
Deutschlandweit bekannt wurde der Beruf des Knochenbrechers durch den besonders auf Pferde spezialisierten Knochenbrecher Tamme Hanken (1960–2016), der im NDR-Fernsehen eine eigene TV-Serie hatte. Eine weitere bekannte Knochenbrecherin war Antje Gerdes, die von 1885 bis 1954 lebte.